# Jerzy Targalski (1929–1977)
Jerzy Wojciech Targalski (ur. 10 listopada 1929 w Łodzi, zm. 17 sierpnia 1977 w Warszawie) – polski historyk związany z PZPR, badacz dziejów ruchu robotniczego. Ojciec Jerzego Targalskiego.

## Życiorys
Studiował historię na Uniwersytecie Łódzkim w latach 1949-1953. Jeszcze jako student został zastępcą asystenta w Katedrze Historii Powszechnej w Zakładzie Historii Starożytnej, gdzie pracował do 1953. Od 1953 pracownik Katedry Marksizmu-Leninizmu na Wydziale Ekonomii Politycznej Uniwersytetu Łódzkiego. Od 1952 roku działacz PZPR, kierownik szkolenia ideologicznego w ZMP. Od 1961 w Warszawie, wykładowca marksizmu-leninizmu na Uniwersytecie Warszawskim, prowadził także szkolenia partyjne. W 1968 krytycznie odniósł się do wzniecania antysemityzmu podczas tzw. „wydarzeń marcowych”. W latach 1961–1968 pracował w Zakładzie Historii Partii przy KC PZPR, następnie w Instytucie Historii Polskiej Akademii Nauk. W latach 1964–1967 był członkiem redakcji kwartalnika „Z Pola Walki”. Jego badania naukowe dotyczyły historii początków polskiego ruchu socjalistycznego. Był konsultantem historycznym polskiego filmu biograficznego „Biały mazur” z 1979 roku w reżyserii Wandy Jakubowskiej, opowiadającego o Ludwiku Waryńskim.

## Publikacje
- (przekład) Szkice z historii Komsomołu, tłum. Jerzy Targalski, Henryk Kamionka, Ignacy Szenfeld, Warszawa: „Iskry” 1960.
- (przekład) G. Szygalin, Gospodarka ZSRR w czasie wielkiej wojny narodowej, tł. Jerzy Targalski, Warszawa: Wydawnictwo Ministerstwa Obrony Narodowej 1962.
- (przekład) A. Slepuchin, Społeczny przegląd rezerw produkcji, przeł. Jerzy Targalski, Warszawa: Wydawnictwo Związkowe 1962.
- Operacja „Otto”, Warszawa: Wydawnictwo Ministerstwa Obrony Narodowej 1962.
- (przekład) Marksizm-leninizm o wojnie i wojsku, przeł. Jerzy Targalski, Warszawa: Wydawnictwo Ministerstwa Obrony Narodowej 1964.
- (przekład) G. Aleksiejew, J. Iwanow, Związki zawodowe w okresie rozwiniętego budownictwa komunizmu, przeł. Jerzy Targalski, Warszawa: Wydawnictwo Związkowe Centralnej Rady Związków Zawodowych 1965.
- Pierwsi buntownicy, Warszawa: „Książka i Wiedza” 1967 (O rodzinie Pławińskich).
- W ogniu walk 1905, Warszawa: Wydawnictwo Ministerstwa Obrony Narodowej 1968.
- (przekład) Innocenty Kowalenko, Borys Omelianienko, Postęp techniczny a kadry pracownicze: doświadczenia zagraniczne, przeł. Jerzy Targalski, Warszawa: Wydawnictwo Związkowe CRZZ 1970.
- Szermierz wolności: stuletni żywot Bolesława Limanowskiego 1835-1935, Warszawa: Książka i Wiedza 1973.
- Ludwik Waryński: próba życia, Warszawa : „Książka i Wiedza” 1976.